# 克爾瓦科塔里蒂山
13°55′35″S 70°26′56″W / 13.92639°S 70.44889°W
克爾瓦科塔里蒂山（Quellhuacotarriti），是秘魯的山峰，位於該國東南部普諾大區，由卡拉瓦亞省的馬庫薩尼區負責管轄，屬於卡利亞瓦亞山脈的一部分，海拔高度約5,200米。